# Hans von Berlepsch (greve)
Hans Hermann Carl Ludwig von Berlepsch, född 29 juli 1850, död 27 februari 1915 i Göttingen, var en tysk greve och ornitolog.
Berlepsch studerade zoologi vid universitetet i Halle. Han använde sin ärvda förmögenhet till att understödja fågelsamlare i Sydamerika, bland andra Jan Kalinowski och Hermann von Ihering. Hans samling om 55 000 fåglar såldes till Senckenberg Museum i Frankfurt am Main efter hans död.